# Crepidorhopalon goetzei
Crepidorhopalon goetzei är en tvåhjärtbladig växtart som först beskrevs av Engler, och fick sitt nu gällande namn av E. Fischer. Crepidorhopalon goetzei ingår i släktet Crepidorhopalon och familjen Linderniaceae. Inga underarter finns listade i Catalogue of Life.